# أحمد ماغوميدوف
أحمد ماغوميدوف هو لاعب كرة قدم روسي في مركز الدفاع، ولد في 10 أغسطس 1989. لعب مع أنجي محج قلعة.

## وصلات خارجية
- أحمد ماغوميدوف على موقع قاعدة بيانات كرة القدم.إي يو (الإنجليزية)
- أحمد ماغوميدوف على موقع Soccerway.com (الإنجليزية)